# Rui Beja

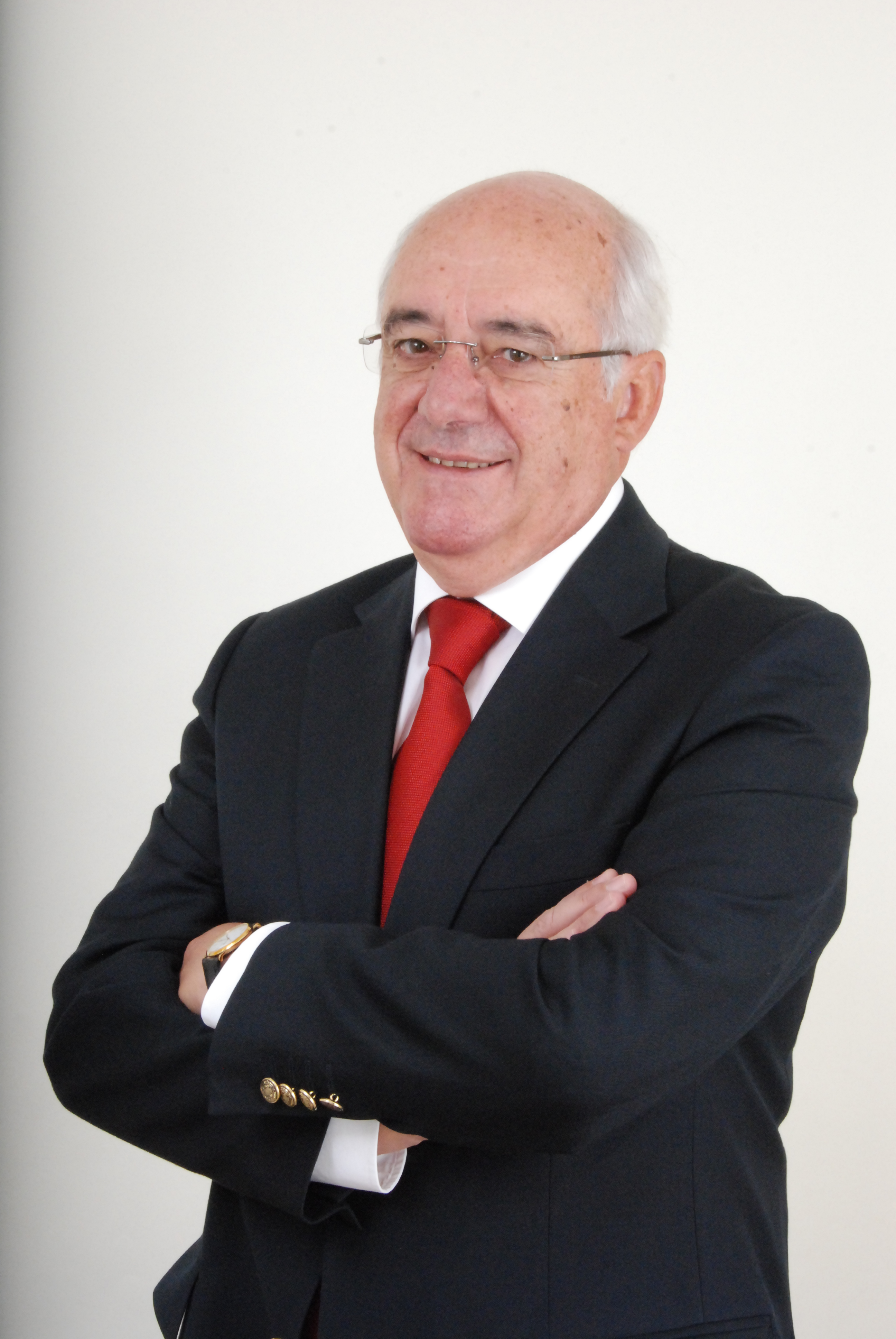
Rui Beja

Rui Manuel Monteiro de Oliveira Beja ComM (Santa Engrácia (Lisboa), 3 de Janeiro de 1944) é um economista e escritor português , e presidente do Círculo de Leitores entre 1992 e 2001..

## Biografia
Nasceu em Lisboa, onde frequentou o curso de Contabilista no Instituto Comercial de Lisboa (1960-1963) e se licenciou em Controlo Financeiro pelo Instituto Superior de Contabilidade e Administração (1989). Posteriormente, concluiu na Universidade  de Aveiro o mestrado em Estudos Editoriais (2011) e o doutoramento em Estudos Culturais na especialidade de Sociologia da Cultura (2018) .
Entre 1992 e 2001 como presidente do Círculo de Leitores, clube português do livro no qual ingressou em 1971, Beja acumulou este cargo com a presidência da Fundação Círculo de Leitores e da Bertelsmann Portuguesa. Durante o período em que liderou a empresa evidenciou-se pela promoção de parcerias com outras editoras e pelo estímulo de iniciativas com interesse sociocultural como a criação da LER (revista) (1987), da editora Temas e Debates (1994), da Fundação Círculo de Leitores (1995), do Prémio Literário José Saramago (1998) e das Olimpíadas da Leitura (1998).
No âmbito da economia e administração interveio em vários projectos de desenvolvimento e reestruturação de empresas (2002-2007). Representou a Ordem dos Revisores Oficiais de Contas de que integrou a Comissão Técnica do Desenvolvimento Sustentável (2003-2005), como membro do Management Committee dos ESRA – European Sustainability Reporting Awards tendo feito parte do respectivo júri internacional em 2004 e presidido ao júri nacional em 2004 e 2005.
Lecionou Gestão Editorial como professor auxiliar convidado do Mestrado em Estudos Editoriais no Departamento de Línguas e Culturas da Universidade de Aveiro (2007/2008). Em nome da Lisboa Editora / grupo Porto Editora de que foi administrador não executivo e consultor de gestão (2007-2009), presidiu à direcção da APEL - Associação Portuguesa de Editores e Livreiros (2008-2009) que concretizou a modernização das Feiras do Livro de Lisboa e do Porto e que estabeleceu com a UEP - União dos Editores Portugueses  o acordo que levou à reunificação do movimento associativo editorial e livreiro. Em representação da APEL  foi eleito membro do Comité Executivo da IPA - International Publishers Association (2008-2009).
Na sequência de quatro décadas de envolvimento profissional como gestor, com predominância na indústria do livro, passou a intervir no domínio da escrita e da investigação relacionada com a gestão empresarial, a responsabilidade social, a edição, a divulgação do livro e o fomento dos hábitos de leitura. Em Dezembro de 2013 iniciou actividade no âmbito da unidade de investigação Centro de Línguas Literaturas e Culturas do Departamento de Línguas e Culturas da Universidade de Aveiro na qualidade de Investigador Colaborador.  Em Dezembro de 2018 foi nomeado Membro do Conselho Consultivo do Observatório Português das Atividades Culturais (OPAC/CIES-IUL).

## Prémios e Distinções
Em 10 de Junho de 2002, Rui Beja foi agraciado pelo Presidente da República com o grau de comendador da Ordem do Mérito.

## Obras publicadas
- Risk Management: Gestão, Relato e Auditoria dos Riscos do Negócio (2004), Lisboa, Áreas Editora. [15].
- À Janela dos Livros: Memória de 30 anos de Círculo de Leitores (2011), Lisboa, Círculo de Leitores / Temas & Debates [16].
- A Edição em Portugal (1970-2010): Percursos e Perspectivas (2012), Lisboa, APEL [17].
- Democracia do Livro em Portugal: Transições, Protagonistas e Evolução Sociocultural (2019), Lisboa, Âncora Editora [18].
- 50 Anos no Mundo do Livro: Da Gestão à Investigação (2024), Lisboa, Âncora Editora [19].

## Acordo ortográfico
Rui Beja é crítico activo do Acordo Ortográfico de 1990. Tomou posição pública pessoal discorrendo sobre a inconsistência da argumentação utilizada pelos defensores do Acordo, e interveio em representação da APEL na Conferência Internacional e Audição Parlamentar realizada em 7 de Abril de 2008 apresentando uma Comunicação  onde eram aduzidos argumentos para a não ratificação do AO.